# Koi wa thrill, shock, suspense
Koi wa Thrill, shock, suspense (tiếng Nhật: 恋はスリル、ショック、サスペンス) là đĩa đơn thứ tư của Aiuchi Rina

## Danh sách bài hát
1. Koi wa Thrill, shock, suspense
  - Lời: Aiuchi Rina　Nhạc: Ohno Aika　phối khí: Oshiro Kūron
2. Hikari Iro no Kakera
  - Lời: Aiuchi Rina　Nhạc: Iwau Yuichiro Iwai　phối khí: Oshiro Kūron
3. Koi wa Thrill, shock, suspense 〜KH-R Jr STARLIGHT MIX Ver.S〜
  - Remix: DJ K.Hasegawa (KH-R) (KH-R Jr)
4. purple haze 〜future techno mix〜
  - Remix: Oshiro Kūron
5. Koi wa Thrill, shock, suspense <Instrumental>